# Groty Mechowskie
Die Höhle Groty Mechowskie (deutsch: Mechauer Höhle) ist eine Schauhöhle im Hochland von Zarnowitz in der Kaschubei (Pommerellen), Polen.
Die Höhle liegt in Mechowo (deutsch: Mechau) bei Puck unweit der Putziger Bucht. Ihr Name leitet sich von dem Ort Mechowo ab. Obwohl die Höhle nur ca. 61 Meter lang ist, ist sie die längste bekannte Höhle in Pommern. Der Eingangsbereich befindet sich auf einer Höhe von ca. 60 Metern über NN.